# Comité voor Preventie en Bescherming op het Werk
Een Comité voor Preventie en Bescherming op het Werk (CPBW) is in Belgische ondernemingen met 50 of meer werknemers een vereist overlegorgaan. Het comité, waarin vertegenwoordigers van werkgevers en werknemers zetelen, speelt een rol in het beleid om het welzijn van de werknemers bij de uitvoering van hun werk in de onderneming te bevorderen.

## Geschiedenis
Het CPBW is de opvolger van het vroegere Comité VGV (Comité voor Veiligheid, Gezondheid en Verfraaiing van werkplaatsen) waarvan de oprichting in 1946 werd vastgelegd met een Koninklijk Besluit en in 1947 in het Algemeen Reglement voor de Arbeidsbescherming werd opgenomen. In de periode na de Tweede Wereldoorlog werd men er zich namelijk van bewust dat de inspraak en betrokkenheid van de werknemers op het gebied van veiligheid en gezondheid steeds belangrijker werd. In 1952 werd de Veiligheidswet ingevoerd die een omkadering vormde voor het Comité VGV.
De Veiligheidswet werd in 1996 vervangen door de Welzijnswet waarbij niet enkel veiligheid en gezondheid centraal staan maar ook psychosociale belasting, de ergonomie, de arbeidshygiëne, het milieu en de bescherming tegen geweld, pesten en ongewenst seksueel gedrag op het werk.
De naam van het Comité VGV werd op 1 oktober 1996 dan ook gewijzigd in Comité voor Preventie en Bescherming op het Werk.

## Samenstelling van het CPBW
Indien er gemiddeld minstens 50 werknemers tewerkgesteld zijn wordt er een CPBW opgericht. Het Comité is paritair samengesteld uit enerzijds het bedrijfshoofd en afgevaardigden van de werkgevers en anderzijds een aantal afgevaardigden van de werknemers. Dit aantal hangt af van het aantal werknemers in het bedrijf. Het aantal afgevaardigden van de werkgevers mag nooit groter zijn dan het aantal afgevaardigden van de werknemers.
De werknemersafgevaardigden worden verkozen door middel van sociale verkiezingen. De werkgeversafgevaardigden worden aangeduid door de werkgever.

## Opdrachten van het CPBW
Het Comité voor Preventie en Bescherming op het Werk heeft als opdracht om actief bij te dragen om het welzijn van de werknemers bij de uitvoering van hun werk te bevorderen. Het heeft de taak om het preventiebeleid mee te helpen opstellen, uitvoeren en evalueren.

## Bevoegdheden van het CPBW
De bevoegdheden van het CPBW werden in 1999 vastgelegd en staan vermeld in de Codex over het welzijn op het werk. Het CPBW heeft informatierecht, adviesrecht en recht van toezicht. 
De werkgever heeft de verplichting om alle noodzakelijke informatie aan het CPBW te verschaffen zodat  ze in staat zijn om adviezen te kunnen geven. Hiertoe moet de werkgever een bij wet bepaalde lijst van documenten ter inzage houden van het CPBW dat het recht heeft deze informatie op te vragen.
Het Comité voor Preventie en Bescherming op het Werk heeft als opdracht om voorafgaand adviezen te geven betreffende alle aspecten die verband houden met het welzijn van de werknemers. Voor sommige aangelegenheden die bij wet zijn vastgelegd moet vooraf het advies van het CPBW gevraagd worden.
Het CPBW houdt verder toezicht op de werking van de Interne Dienst voor Preventie en Bescherming op het Werk die onder leiding staat van de preventieadviseur.

## Vergaderingen van het CPBW
Omdat het CPBW een overlegorgaan is moet dit overleg in regelmatige vergaderingen kunnen gebeuren. Het Comité dient ten minste eenmaal per maand te worden bijeengeroepen door middel van een schriftelijke uitnodiging met agenda die minstens acht dagen op voorhand bezorgd wordt aan de afgevaardigden. Indien minstens een derde van de werknemersafvaardiging erom verzoekt, dient eveneens een vergadering bijeengeroepen te worden. 
Het bedrijfshoofd is de voorzitter van de vergadering. De preventieadviseur neemt ook steeds eraan deel en is de secretaris van de vergadering. Ook de arbeidsgeneesheer neemt als raadgever deel aan de comitévergaderingen.